# سمير حلمي
سمير حلمي (أدمون حدَّاد) (1939- 1997 م) ملحِّن ومطرب سوري، سليل المدرسة الطربية الحلبية، نهل منها وتتلمذ على أعلامها، وكان ابنًا بارًّا لها في أصالة ألحانه وغنائه وشخصيَّته الموسيقية والفنية. شارك في التلحين والغناء للبرنامج التلفازي الشهير للأطفال (افتح يا سمسم).

## ولادته ونشأته
ولد أدمون حدَّاد الذي عُرفَ واشتَهَر باسم (سمير حلمي) في مدينة حلب عام 1939م.
نهل في صغره من الطرب الحلبي الأصيل، وأُوتيَ صوتًا شجيًّا، فبدأ حياته الفنية في الحفَلات المدرسية يغني القدود والموشَّحات، وكان يقلِّد بعضَ الفنانين الكبار مثل محمد عبد الوهاب، وفريد الأطرش، وكارم محمود.
تعلَّم العزف على العود على يد صانع الأعواد ميشيل قوام، ثم درس أصولَ العزف على يد عزيز غنَّام، حتى باتَ من أفضل العازفين. وفي شبابه بدأ أُولى خطواته على طريق الفن، فوقف على مسارح حلب للغناء، وبدأ يلفتُ إليه الأنظار بأدائه الطربي المُتقَن.
ثم واتته الفرصةُ لدخول إذاعة حلب أواخرَ الخمسينيَّات من القرن العشرين، فقد كان للفنان شاكر بريخان برنامجٌ فني من إعداده وإخراجه بعنوان (سهرة ميكرفون)، يقدِّم فيه ذوي المواهب الغنائية من الهواة، وفي إحدى الحلَقات تقدَّم شابٌّ اسمه أدمون حدَّاد، للمشاركة في البرنامج، وكان عليه قبل أن يغنيَ فيه أن يخضعَ لاختبار أمام لجنة تضمُّ كبار الموسيقيين السوريين، أمثال: عزيز غنَّام، وممدوح الجابري، ونديم الدرويش، ويحيى المنجِّد، وأنطوان زابيطا. ونال أدمون إعجابَ اللجنة بغنائه الجميل، فقُبل للغناء في إحدى حلَقات البرنامج، ثم اعتُمِدَ مطربًا في إذاعة حلب، وبدأ عملَه مردِّدًا في (كورس) الإذاعة. وأطلق عليه شاكر بريخان اسمه الفني (سمير حلمي) الذي عُرف به.
وفي تلك الأيام تتلمذ على يد الفنان أنطوان زابيطا، فأخذ عنه المعارفَ الموسيقية؛ كالمقامات والأوزان والإيقاعات، وتتلمذ على يد الموسيقيين: بكري الكردي، وإبراهيم جودت، ونديم الدرويش.
ثم انتقل إلى دمشق، ليبدأ نشاطه مردِّدًا ضمن (كورس) إذاعة دمشق، إضافة إلى أداء الأغاني التراثية. ومع افتتاح التلفاز السوري عام 1960م انضمَّ إلى العاملين فيه.

## مسيرته الفنية

### في الغناء:
اكتشف الملحنون في دمشق صوتَ سمير حلمي وقدُراته وجماله، فشَرعوا يلحِّنون له، وكان من أوائل من لحَّن له الموسيقار سليم سروة، وأولُ لحن قدَّمه له كان قصيدة (الحلم الأخير) الذي سُجِّل في إذاعة دمشق بتاريخ 13 أغسطس (آب) 1959م، وتتالت ألحان سليم سروة له حتى وصلت إلى عشرة ألحان، منها أغنية (وحدك تعال) كلمات أنطون المبيِّض، غناها سمير في البرنامج التلفازي (مع الموسيقا العربية) عام 1964م، من إخراج جميل ولاية.
وشارك بالغناء في (إسكتش) (سكَّة الحديد) كلمات منيف حسُّون وألحان سليم سروة، بمناسبة افتتاح شبكة الخطوط الحديدية الحديثة في سورية، وعُرض (الإسكتش) بتاريخ 3 مارس (آذار) 1968م. وغنَّى سمير حلمي لكبار الملحِّنين، فقدَّم له سهيل عرفة عدَّة ألحان منها (حاولت أنسى) و(موسم الزهر). وغنَّى من تلحين الملحِّن المصري الشهير محمد الموجي قصيدة (مرَّ هذا اليوم) شعر مصطفى البدوي. وغنَّى الكثير من الأغنيَّات الوطنية، منها (جيشنا) للقوَّات السورية المسلَّحة، شعر صابر فلحوط، وألحان سليم سروة، و(حيِّ الشهيد) شعر صالح هوَّاري. وممَّن لحَّن له: بكري الكردي، وخضر جنيد، وعبد الحليم بقدونس، وعدنان أبو الشامات، وشاكر بريخان.
وفي الستينيَّات تألَّق في الغناء مع عمالقة الطرب يومئذ؛ مثل: نجيب السرَّاج، ورفيق شكري، وفهد بلَّان. وشارك في حفل أضواء المدينة بالقاهرة عام 1971م، وشدا فيه ببعض أغانيه. وشارك أيضًا بالغناء في مسرحيتَي (ضيعة تشرين) و(غربة)، وفي مسرحية (كاسك يا وطن) برز ممثلًا ومغنِّيًا.

### في التلحين:
في أوائل السبعينيَّات اقتحم سمير حلمي عالم التلحين، فأبدع فيه وبرَّز، وكان للمطربة كروان نصيبٌ كبير من ألحانه، من ذلك: (أحقًّا أنت من كتب الرسالة) كلمات نظمي عبد العزيز، و(يا بعيد عني شبيك). ولحَّن للمطرب نهاد عرنوق عدَّة ألحان منها (تفتَّحي أزهارنا)، ولمصطفى نصري وبراءة شفيق لحَّن أغنيةً حوارية (يا أم الجفن الزيتوني)، ولدريد عواضة (أحبك)، وغيرهم.
ولحَّن العديد من الأغنيَّات الوطنية، منها (عشرون عامًا بعثنا عبر مصرعنا) غنَّتها كروان، وجمع الأعياد الوطنية في آذار ونَيْسان وتشرين في أغنيَّة واحدة هي (وطني نيسان وآذار وتشرين) لحَّنها وغنَّاها بصوته، وهي من كلمات عيسى أيوب، وله في المكتبة الموسيقية لإذاعة دمشق نحو مئة أغنية.
ولحَّن عددًا من اللوحات الغنائية الراقصة لفرقة زنوبيا، التي عمل فيها منذ تأسيسها عام 1985. ولحَّن الكثيرَ من الأغاني والأناشيد للأطفال وللمسرحيات الغنائية للأطفال في مهرجانات طلائع البعث. ولحَّن أغاني فِلم (كفرون) لدريد لحام، وصنع الموسيقا التصويرية له.
وكان له إسهامٌ ونشاط في دورتي مهرجان الأغنية السورية الثاني والثالث، وكان عضوًا في عدد من اللجان فيهما، وفي المهرجان الثاني للأغنية السورية عام 1995م، قدَّم آخرَ لحن وضعَه في حياته وغنَّاه بصوته وهو قصيدة (سلبَتْني) من شعر عبد القادر قصَّاب. وفي المهرجان الثالث عام 1996 أدَّى أحدَ أجمل ألحانه الوطنية التي وضعَها من قبلُ وهو أغنية (هِي يا شام هِي يا أم الضفاير) كلمات عيسى أيوب، وغنَّاها بصوته. وفي المهرجان الرابع عام 1997م بعد رحيله كرَّمه المهرجان؛ بتقديم ثلاثة من ألحانه القديمة، فغنَّى سمير سمرة (ماعتب عليك)، وهدى العطَّار (ماجرت)، ومازن العنق (سلبتني).
ولعلَّ من أبرز ما امتاز به سمير حلمي قدرتُه على التصرُّف في الألحان، وإعادة توزيعها، لتبقى محافظةً على روح الأغنية الشرقية دون إغراق في المحلية، من ذلك إعادة توزيعه أغاني الفنان العراقي ناظم الغزالي التي أضفى عليها صِبغةً شامية.
وكان له حضورٌ مهم في برنامج (طريق النجوم) في التلفاز السوري، الذي اكتشف مواهبَ سورية وأصوات جميلة، صار بعضُها نجومًا على الساحة العربية.
وشارك في البرنامج التلفازي الشهير للأطفال (افتح يا سمسم) ببعض الأغاني والألحان، ومن أشهر ما أدَّى بصوته منها (غنوا معي قولوا معي يحيا العمل)، و(هذا الجبل العالي جدًّا) وغيرها.

## أعماله الغنائية
قدَّم عددًا كبيرًا من الأغاني منها:
- مرَّ هذا اليوم، كلمات مصطفى البدوي، ألحان محمد الموجي.
- حاولت أنسى، ألحان سهيل عرفة.
- موسم الزهر، ألحان سهيل عرفة.
- الكلمة الحلوة، كلمات مارون كرم، ألحان سليم سروة.
- عتاب، محاورة غنائية أدَّاها بالاشتراك مع مها الجابري، ألحان سليم سروة.
- وحدَك تعال، كلمات أنطون المبيِّض، ألحان سليم سروة.
- سكَّة الحديد، كلمات منيف حسُّون، ألحان سليم سروة.
- الحلم الأخير، ألحان سليم سروة.
- جيشنا، كلمات صابر فلحوط، وألحان سليم سروة.
- حيِّ الشهيد، كلمات صالح هوَّاري.
- وطني نيسان وآذار وتشرين، كلمات عيسى أيوب، ألحان سمير حلمي.
- هي يا شام هي يا أم الضفاير، كلمات عيسى أيوب، ألحان سمير حلمي.
- مسافرين، ألحان سمير حلمي.
- سلبَتني، كلمات عبد القادر قصَّاب، ألحان سمير حلمي.[3]

## وفاته

طابع بريدي يحمل صورة سمير حلمي تكريمًا لذكراه

أُصيبَ سمير حلمي مَطلَع عام 1997 بمرض عُضال وأخذ يزداد شدَّة، حتى وافته المنيَّة في دمشق، يوم الخميس 9 المحرَّم 1418هـ الموافق 15 مايو (أيَّار) 1997م.
وأصدرت نقابة الفنانين في سورية بالتعاون مع المؤسسة العامَّة للبريد في سنة 2015م طابعًا بريديًّا رسميًّا يحمل صورته؛ تقديرًا لما قدَّمه للحركة الفنية السورية، والأثر الذي خلَّفه لدى الجمهور السوري والعربي.

## الملاحظات
1. ↑  عدنان أبو الشامات موسيقي وملحن من مواليد دمشق عام 1934 توفي عام 2011، وهو غير الممثل السوري عدنان أبو الشامات المولود في دمشق عام 1965.
2. ↑  أكثر المصادر التي أوردت سيرته جعلت تاريخ وفاته في 15 مايو 1995م، وهو خطأ! والصواب هو 15 مايو 1997م؛ وهذا المثبت على الطابع البريدي الصادر عن الجهات الرسمية في سورية، وهو التاريخ الذي ذكره الأستاذ المؤرِّخ الموسيقي أحمد بوبس في ترجمته له، وقد ذكر أن سمير حلمي حضر مهرجان الأغنية السورية الثالث وغنى فيه عام 1996م.

## وصلات خارجية
- غنوا معي يحيا العمل - افتح يا سمسم - ألحان وغناء سمير حلمي
- أغنية الجبل - من أوجده أكبر منه - افتح يا سمسم - ألحان وغناء سمير حلمي
- أغنية هي يا شام - كلمات الراحل عيسى أيوب - ألحان وغناء الراحل سمير حلمي